# 피지 이름
피지(Fiji)는 주요 민족이 토착 피지인과 이주 인도인인 다민족국가로서, 이름짓는 관습도 민족에 따라 다르다. 피지인들의 작명관습은 전통작명에 더해서 유럽 문화의 영향을 받아 변하고 있다. 피지 인도인은 인도 이름의 관습에 더해서 피지식과 유럽식 작명의 영향을 받고 있다.

## 토착 피지인의 이름
피지 이름에는 원래 유럽이나 아시아에서 쓰는 성이란 것이 없다. 유럽의 영향으로 성(Surname)을 쓰는 사람이 늘고 있지만, 아직까지 완전히 정착된 관습이 아니다. 피지인의 다수는 개인명이 둘 있는데, 하나는 성경에서 비롯된 이름이고,
다른 하나는 피지어에 바탕한 전통이름이다.